# Liste des conseillers généraux des Hauts-de-Seine (2008-2015)

## Composition du conseil général desHauts-de-Seine(45 sièges)
| Parti                                | Sigle | Élus |
| ------------------------------------ | ----- | ---- |
| Opposition                           |       |      |
| Front de gauche                      | FG    | 8    |
| Parti socialiste                     | PS    | 7    |
| Europe Écologie Les Verts            | EELV  | 1    |
| Majorité                             |       |      |
| Union des démocrates et indépendants | UDI   | 2    |
| Union pour un mouvement populaire    | UMP   | 23   |
| Divers droite                        | DVD   | 3    |
| Divers                               |       |      |
| Sans étiquette                       | SE    | 1    |
| Président du conseil général         |       |      |
| Patrick Devedjian (UMP)              |       |      |

- Groupe UMP, Nouveau Centre et apparentés, président du groupe : Jean-Jacques Guillet puis Jean Sarkozy puis Hervé Marseille puis Isabelle Caullery puis Éric Berdoati
- Groupe Communiste et citoyen, présidente du groupe : Catherine Margaté
- Groupe PS et apparentés, présidente du groupe : Michèle Canet puis Martine Gouriet

## Liste des conseillers généraux desHauts-de-Seine
| Canton                                    | Circ* | Conseiller général         | Parti | Série |
| ----------------------------------------- | ----- | -------------------------- | ----- | ----- |
| Arrondissement d'Antony                   |       |                            |       |       |
| canton d'Antony                           | 13    | Jean-Paul Dova             | UMP   | 2008  |
| canton de Bagneux                         | 11    | Patrick Alexanian          | PCF   | 2008  |
| canton de Bourg-la-Reine                  | 13    | Patrick Devedjian          | UMP   | 2011  |
| canton de Châtenay-Malabry                | 13    | Georges Siffredi           | UMP   | 2011  |
| canton de Châtillon                       | 12    | Martine Gourriet           | PS    | 2011  |
| canton de Clamart                         | 12    | Vincent Gazeilles          | EELV  | 2008  |
| canton de Fontenay-aux-Roses              | 12    | Pascal Buchet              | PS    | 2008  |
| canton de Malakoff                        | 11    | Catherine Margaté          | PCF   | 2008  |
| canton de Montrouge                       | 11    | Jean-Loup Metton           | UDI   | 2011  |
| canton du Plessis-Robinson                | 12    | Philippe Pemezec           | UMP   | 2008  |
| canton de Sceaux                          | 13    | Jean-Jacques Campan        | SE    | 2011  |
| canton de Vanves                          | 10    | Guy Janvier                | PS    | 2011  |
| Arrondissement de Boulogne-Billancourt    |       |                            |       |       |
| canton de Boulogne-Billancourt-Nord-Est   | 9     | Marie-France de Rose       | UMP   | 2008  |
| canton de Boulogne-Billancourt-Nord-Ouest | 9     | Thierry Solère             | UMP   | 2011  |
| canton de Boulogne-Billancourt-Sud        | 9-10  | Marie-Laure Godin          | UMP   | 2008  |
| canton de Chaville                        | 2     | Christiane Barody-Weiss    | DVD   | 2011  |
| canton d'Issy-les-Moulineaux-Est          | 10    | Paul Subrini               | UMP   | 2011  |
| canton d'Issy-les-Moulineaux-Ouest        | 10    | Denis Larghero             | UDI   | 2008  |
| canton de Meudon                          | 2     | Audrey Jenback             | UMP   | 2011  |
| canton de Saint-Cloud                     | 7     | Éric Berdoati              | UMP   | 2011  |
| canton de Sèvres                          | 2     | François Kosciusko-Morizet | UMP   | 2008  |
| Arrondissement de Nanterre                |       |                            |       |       |
| canton d'Asnières-sur-Seine-Nord          | 2     | Luc Bérard de Malavas      | PS    | 2011  |
| canton d'Asnières-sur-Seine-Sud           | 2     | Cyrille Dechenoix          | UMP   | 2008  |
| canton de Bois-Colombes                   | 3     | Yves Révillon              | UMP   | 2008  |
| canton de Clichy                          | 5     | Gilles Catoire             | PS    | 2008  |
| canton de Colombes-Nord-Est               | 1     | Michèle Fritsch            | PCF   | 2008  |
| canton de Colombes-Nord-Ouest             | 1     | Bernard Lucas              | PS    | 2011  |
| canton de Colombes-Sud                    | 2     | Nicole Gouéta              | UMP   | 2008  |
| canton de Courbevoie-Nord                 | 3     | Daniel Courtes             | UMP   | 2008  |
| canton de Courbevoie-Sud                  | 3     | Jean-André Lasserre        | PS    | 2011  |
| canton de Garches                         | 7     | Yves Menel                 | UMP   | 2008  |
| canton de la Garenne-Colombes             | 3     | Isabelle Caullery          | UMP   | 2011  |
| canton de Gennevilliers-Nord              | 1     | Jacques Bourgoin           | PCF   | 2011  |
| canton de Gennevilliers-Sud               | 1     | Patrice Leclerc            | FASE  | 2008  |
| canton de Levallois-Perret-Nord           | 5     | Sylvie Ramond              | UMP   | 2011  |
| canton de Levallois-Perret-Sud            | 5     | Arnaud de Courson          | DVD   | 2008  |
| canton de Nanterre-Nord                   | 4     | Patrick Jarry              | FASE  | 2008  |
| canton de Nanterre-Sud-Est                | 4     | Nadine Garcia              | PCF   | 2011  |
| canton de Nanterre-Sud-Ouest              | 4     | Marie-Claude Garel         | PCF   | 2011  |
| canton de Neuilly-sur-Seine-Nord          | 6     | Alexandra Fourcade         | UMP   | 2011  |
| canton de Neuilly-sur-Seine-Sud           | 6     | Jean Sarkozy               | UMP   | 2008  |
| canton de Puteaux                         | 6     | Vincent Franchi            | UMP   | 2011  |
| canton de Rueil-Malmaison                 | 7     | Jean-Claude Caron          | DVD   | 2011  |
| canton de Suresnes                        | 4     | Christian Dupuy            | UMP   | 2008  |
| canton de Villeneuve-la-Garenne           | 1     | Alain-Bernard Boulanger    | UMP   | 2008  |

NB : fait exceptionnel en France, le département des Hauts-de-Seine compte plus de cantons (45) que de communes (36).
- Circ : Circonscriptions législatives